# Cal·lip d'Atenes (militar)
Cal·lip d'Atenes (en llatí Callippus, en grec antic Κάλλιππος), fill de Merocles, fou un valent comandant atenenc que es va destacar a la guerra contra els gals de Brennus el 279 aC.
Va ser el cap dels atenencs estacionats a les Termòpiles per vigilar el pas, i finalment es va poder retirar cap a la costa i fugir en vaixell, segons diu Pausànies.